# Дмитрієв Юрій Іванович
Юрій Іва́нович Дми́трієв (21 липня 1965, Плотава, Алтайський край — 31 липня 2015) — український військовик, майор Збройних сил України, учасник російсько-української війни.

## З життєпису
Народився 21 липня 1965 року у селі Плотава Алтайського краю. Проживав у місті Вільнянськ Запорізької області. Відпрацював в органах внутрішніх справ 16 років — у кримінальній міліції, справи дітей. Розпочинав оперуповноваженим, по тому став начальником відділення КМСД Вільнянського РВ ГУМВС, 2011 року вийшов на пенсію.
Одним з перших став до лав добровольців з початком російсько-української війни. У червні 2014 року стає командиром взводу запорізького батальйону «Скіф», лютим 2015-го відряджений до полку «Дніпро-1», майор міліції.
22 липня 2015 року зазнав смертельного поранення снайпером терористів під час несення служби на передовій у селищі Піски Ясинуватського району.
Лікарі боролися за його життя, проте Юрій помер вночі 31 липня в Дніпропетровській обласній лікарні імені Іллі Мечникова.
Без Юрія Дмитрієва лишились мама, дружина, син Владислав.
Похований в місті Вільнянськ.

## Нагороди та вшанування

Пам'ятна таблиця Ю. І. Дмитрієву на його будинку

Пам'ятна таблиця Ю. І. Дмитрієву на будівлі СШ № 1

За особисту мужність, сумлінне та бездоганне служіння Українському народові, зразкове виконання військового обов'язку відзначений — нагороджений.
- Нагороджений орденом «За мужність» III ступеня (10.5.2015, посмертно)[1]
- У Вільнянську на будинку, де проживав Юрій Дмитрієв та на фасаді школі № 1, де навчався Юрій, відкрили пам'ятні таблиці його честі.